# Saïs
Saïs is een stad uit de Egyptische oudheid, gelegen in het westelijke deel van de Nijldelta. Haar schutspatroon was Neith (Pallas Athena), met een cultus van vóór de 1e dynastie. 
Volgens Plato werd Saïs ca. 8600 v.Chr. gesticht, 1000 jaar na de stichting van Athene door dezelfde godin. Volgens Diodorus Siculus waren het zelfs Atheners die Saïs bouwden.

## De naam
De stad werd in het Oudegyptisch Saoe of Zau genoemd. Door de Grieken werd de stad Saïs (Grieks: Σάϊς) genoemd. Tegenwoordig heet de stad Sa el-Hagar.

## Historische bronnen

### Herodotus
Herodotus (ca. 485 - tussen 425/420 v.Chr.) schreef dat zich in Saïs het graf van Osiris bevond en dat 's nachts het lijden van de god als een mysteriespel werd opgevoerd op de vijver van de tempel.
Mykerinos zou zijn dochter in een holle, vergulde, houten, levensgrote, zittende koe hebben begraven in een 'schitterende zaal van het paleis' in Saïs. Niet ver daarvandaan, in een andere zaal, stonden twintig 'houten kolossen die naakte vrouwenfiguren voorstellen', 'beelden van Mykerinos' bijvrouwen', die door slijtage hun handen hadden verloren. Herodotus had de koe en kolossen zelf in Saïs gezien.
Amasis, die 44 jaar over Egypte als farao had geheerst, zou in Saïs zijn paleis hebben gehad en er in een tempelgraf 'begraven' zijn. Amasis bouwde in Saïs 'een soort voorhal' voor de godin Athene 'waarmee hij iedereen ver overtrof op het punt van omvang en grootte, en ook door het formaat en de kwaliteit van de stenen. Hij richtte voor haar ook grote kolossen op, en heel lange mannelijke sfinxen, en voerde voor het onderhoud nog meer stenen van uitzonderlijke omvang aan, die haalde hij voor een deel uit de steengroeven die er bij Memfis zijn, maar de uitzonderlijk grote stenen kwamen uit Elefantine, een stad die wel twintig dagen varen van Sais is verwijderd.' Amasis liet een gebouwtje uit één steen door tweeduizend schippers uit Elefantine komen (buitenmaat: l. 9,5 m, b. 6,5 m, h. 4 m; binnenmaat: l. 8,6 m, b. 6 m, h. 2,5 m). Het vervoer duurde drie jaar. Het werd naast de ingang van het heiligdom geplaatst.
Kambyses, de Perzische veroveraar van Egypte, zou diens gebalsemde lijk hebben laten geselen en verbranden, omdat Amasis' zoon en opvolger Psammenitos (Psammetichus III) weerstand had geboden aan de Perzen toen die het land binnenkwamen. Psammenitos had slechts zes maanden geregeerd en stierf door het drinken van stierenbloed.

### Plutarchus
Plutarchus (ca. 46 - ca. 120) schreef erover dat de schrijn van Isis in Saïs een inscriptie had: "Ik ben alles wat is geweest, is en zal gebeuren; en dat mijn sluier door geen sterfelijke zal worden opgeheven", net als Neith. Plutarchus identificeerde de godin Isis met Neith.

### Plato
Plato (ca. 427 - 347 v.Chr.) schreef in zijn Timaios (24E), dat de staat van Athene, gesticht door de godin Pallas Athena (Neith), 1000 jaar ouder was dan die van Saïs en Saïs al 8000 jaar bestond, toen Solon (ca. 636 - ca. 558 v.Chr.) van een Egyptische priester van Saïs informatie kreeg over de oude geschiedenis van de Atheense staat én over Atlantis. Solons medeburgers van 'negenduizend jaar geleden' wisten de agressieve aanval van de Atlantische troepenmacht te weerstaan. Daarna maakte een cataclysme een einde aan zowel Athene als Atlantis.
Plato heeft ook Saïs genoemd als geboorteplaats van Amasis II.

### Diodorus Siculus
Volgens Diodorus Siculus (ca. 90 - ca. 30 v.Chr.) werd Saïs gebouwd door de Atheners, vóór de Vloed. Terwijl alle Griekse steden, ook Athene, werden vernietigd, wisten Saïs en andere Egyptische steden deze natuurramp te overleven.

## Geschiedenis van de stad

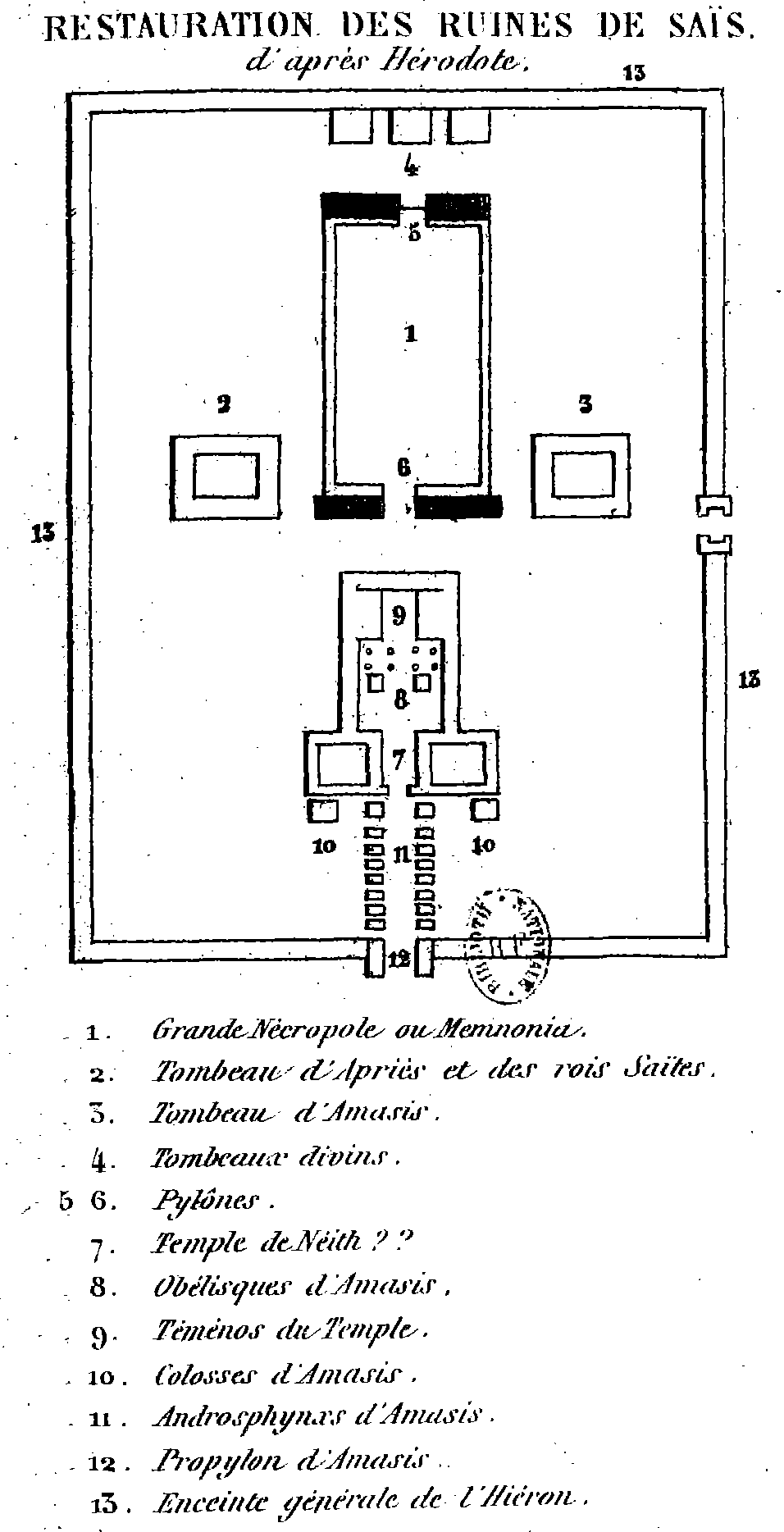
Plattegrond van de ruïnes van de tempel van Neith in Saïs door Jean-Francois Champollion (1828), naar Herodotus, met onder meer een necropool, een tombe, obelisken en een kolossos van Amasis (570 - 526 v.Chr.)

### 1e Dynastie
Saïs heeft een lange geschiedenis, de stad werd genoemd op ivoren tabletten van farao's van de eerste dynastie (ca. 3150 - 2853 v.Chr.)

### Hoofdstad
De stad werd ingedeeld in het nomen systeem en was de hoofdstad van de vijfde nome van Neder-Egypte. Het werd een koninklijke residentie tijdens de 24e dynastie en de 26e dynastie in de late periode (712 - 332 v.Chr.). In de 26e dynastie werden vele tempels gebouwd. In bronnen van Griekse historici en artefacten die oorspronkelijk van deze site komen is het duidelijk dat er cultussen van Osiris, Isis, Horus, Hathor, Amon en Atoem bestonden.

### Medische school
Er was in Saïs een medische school, verbonden aan de Tempel van Neith, waar veel vrouwelijke studenten aan verbonden waren met kennelijk vrouwelijke faculteiten, vooral in de gynaecologie en obstretica. De volgende inscriptie is bewaard gebleven: 'Ik kwam van de school voor medicijnen van Heliopolis en heb gestudeerd aan de vrouwenschool van Saïs, waar de goddelijke moeders me geleerd hebben hoe ziekten te genezen.'

### Middeleeuwen
Tegenwoordig is er zeer weinig te zien van de tempels. Steen van de tempels werd sinds de Middeleeuwen gebruikt als bouwmateriaal. De adobe muren werden op grote schaal verwijderd door de bevolking als kunstmest voor de grond. De stad was in de tijd van geschiedschrijver Muhammad ibn Iyas (1448-1522) grotendeels verwoest. 

### Overgebleven obelisken
Delen van de muren van de tempel van Neith waren nog aanwezig aan het eind van de vorige eeuw, tegenwoordig is het verdwenen.
Een obelisk van de Neith tempel, ingehuldigd in 587 v.Chr., werd in de 1e eeuw naar Rome verscheept voor de Tempel van Isis en Serapis aldaar. Toen het werd herontdekt, ontwierp Bernini in de 17e eeuw een olifantje, die de obelisk draagt, voor op het Piazza della Minerva. Een andere obelisk kwam in Urbino op de Piazza del Rinascimento terecht.

## Religie
De patroon van de stad was de godin Neith, zij heeft een cultus van vóór de 1e dynastie. Verschillende koninginnen uit de eerste dynastie werden vernoemd naar Neith.
Koning Hor Aha (ca. 3000 - 2980 v.Chr.) uit de 1e dynastie, bouwde een tempel gewijd aan Neith in Saïs.